# Repetecka Stacja Piaszczysto-Pustynna
Repetecka Stacja Piaszczysto-Pustynna (turkm. Repetek çäge-çöl stansiýasy; ros. Репетекская песчано-пустынная станция; ang. Repetek Sand Desert Station) – zakład naukowo-badawczy zlokalizowany w południowo-wschodniej części pustyni Kara-kum w Turkmenistanie, na stacji kolejowej Repetek, na południe od Türkmenabatu.
Stację utworzyło Rosyjskie Towarzystwo Geograficzne w 1912, w związku z intensywnymi podówczas badaniami nad warunkami przyrodniczymi Azji Środkowej. Pierwszym dyrektorem był prof. Władimir A. Dubianski. Od początku utrzymywała ożywione kontakty naukowe z badaczami spoza Rosji. Do 1928 prace skupiono przede wszystkim na badaniu klimatycznych osobliwości pustyni i rozeznaniu typów lokalnego krajobrazu. W latach 1928–1932 pracowano głównie nad praktycznymi aspektami walki z ruchomymi piaskami. Z inicjatywy stacji powołano w 1927 rezerwat pustynny w tym rejonie. W 1929 przeprowadzono tu pierwsze obserwacje fenologiczne na pustyni Kara-Kum. W latach 1932–1941 skupiono się na tematyce zagospodarowania pustyń pod kątem wprowadzenia upraw roślinnych i związanymi z tym agrotechnikami (nawadnianie, nawożenie). W latach 1941–1946 stacja pracowała na potrzeby wojenne (m.in. opracowano metodę pozyskiwania z roślin drzewiasto-krzewiastych produktów suchej destylacji oraz prowadzono zbiory roślin leczniczych). Od 1941 stacja podlegała organizacyjnie Turkmeńskiemu Oddziałowi Akademii Nauk ZSRR w Taszkencie. Po roku 1946 powrócono do badań dynamiki krajobrazów pustynnych, reżimu wodnego, fenologii, botaniki i zoologii. Opracowywano też metody fitomelioracji ruchomych piasków oraz zagospodarowywania roślinnego punktów osadniczych na pustyni.
Stacja posiada własne zaplecze gospodarcze z elektrownią, laboratoriami, domami mieszkalnymi dla pracowników i ujęciami wody (wiatraki). Należy do Organization of Biological Field Stations.
Liczba wydawnictw naukowych do 1963 wyniosła ponad 300 sztuk. W latach 1982–1991 wydano 250 prac.